# Tony Hawk’s Pro Skater 2
A Tony Hawk's Pro Skater 2 (röviden: THPS2) egy gördeszkás videójáték, amit a Neversoft fejlesztett, és az Activision adott ki 2000-ben. A játék szerepel a 1001 Video Games You Must Play Before You Die című könyvben.

## Tony Hawk's Pro Skater 2x
A játék és  a Tony Hawk's Skateboarding pályáit használó Tony Hawk's Pro Skater 2x 2001-ben jelent meg Xboxra a Treyarch fejlesztésével.

## Játékmenet

Career mód a játékban

A játék egy külső nézetes sportjáték. A játékban a kiválasztott karakterrel kell gördeszkatrükköket végrehajtani különböző gombkombinációk megnyomásával. 13 gördeszkás elérhető a játékban, mind különböző képességekkel rendelkeznek. Három játékfajta érhető el, a Carreer Mode, a Single Session és a Free Skate. A Career Mode-ban az adott karakterrel kell az adott pálya céljait elérni, és ezzel elég pénzt kapni, hogy továbbjusson a következő pályára. A Single Sessionben 2 perc alatt kell a lehető legtöbb pontot összegyűjteni. A Free Skate a pályákon való gyakorlást teszi lehetővé, nincs időkorlát, és csak az éppen összehozott trükk összpontszámát mutatja.
A játékban lehetőség van gördeszkapályákat építeni, amit különböző elemek egy lapos pályára lerakásával lehet elérni. Lehet egyedi gördeszkást is alkotni tetszőleges névvel és képességekkel.

### Karakterek
A játékban játszható gördeszkások:
- Tony Hawk
- Bob Burnquist
- Steve Caballero
- Kareem Campbell
- Rune Glifberg
- Eric Koston
- Bucky Lasek
- Rodney Mullen
- Chad Muska
- Andrew Reynolds
- Geoff Rowley
- Elissa Steamer
- Jamie Thomas

### Pályák
- Hangar, Mullet Falls, Montana
- School II, Dél-Kalifornia
- Marseille, Franciaország
- NY City, Egyesült Államok
- Venice Beach, Kalifornia
- Skatestreet, Ventura, Kalifornia
- Philadelphia, Pennsylvania
- Bullring, Mexikó
- Skate Heaven, űr
- Chopper Drop, Hawaii

## Zeneszámok
| #   | Cím                        | Előadó                                          | Hossz |
| --- | -------------------------- | ----------------------------------------------- | ----- |
| 1.  | Guerrilla Radio            | Rage Against the Machine                        | 3:26  |
| 2.  | You                        | Bad Religion                                    | 2:05  |
| 3.  | Bring the Noise            | Anthrax közr. Chuck D                           | 3:34  |
| 4.  | Untitled                   | Powerman 5000                                   | 2:57  |
| 5.  | Pin the Tail on the Donkey | Naughty by Nature                               | 3:47  |
| 6.  | Blood Brothers             | Papa Roach                                      | 3:34  |
| 7.  | B-Boy Document 99          | The High and Mighty közr. Mos Def és Mad Skillz | 3:54  |
| 8.  | Heavy Metal Winner         | Consumed                                        | 2:29  |
| 9.  | Cyclone                    | Dub Pistols                                     | 3:34  |
| 10. | Five Lessons Learned       | Swingin’ Utters                                 | 1:55  |
| 11. | Subculture                 | Styles of Beyond                                | 3:31  |
| 12. | No Cigar                   | Millencolin                                     | 2:43  |
| 13. | Out with the Old           | Alley Life közr. Black Planet                   | 3:48  |
| 14. | May 16                     | Lagwagon                                        | 2:57  |
| 15. | Evil Eye                   | Fu Manchu                                       | 3:30  |

## Fogadtatás
A MetaCritic 16 kritikára alapozva 98 pontot adott a 100-ból.